# 항공 사고와 준사고
항공 사고(영어: aviation accident)는 항공기 운항 중에 발생한 중상, 사망 또는 심각한 손상을 초래한 사건을 말하며, 항공 준사고(영어: aviation incident)는 안전 운항에 지장을 끼치지만 항공 사고로 발전하지 않는 사건을 말한다. 항공 안전의 주요 목표는 사고와 사건을 모두 예방하는 것이다.
기록상 최초의 항공 사고 중 하나는 1785년 5월 10일, 아일랜드 오펄리주에 위치한 도시 털러모어에서 열기구가가 추락한 사건으로 이로 인해 발생한 화재로 130채 이상의 주택이 소실되는 등 심각한 피해를 입혔다. 동력 항공기와 관련된 첫 번째 사고는 1908년 9월 17일 미국 버지니아주 포트마이어에서 라이트 모델 A 항공기가 추락한 사고로, 공동 발명가이자 조종사인 오빌 라이트가 부상을 당하고 승객인 통신대 중위 토마스 셀프리지가 사망했다.

## 정의
국제민간항공조약 제13부속서에서는 항공사고를 사람이 탄 상태에서의 항공기의 운항 중  (a)사람이 중상하거나 사망을 당한 경우 (b) 항공기가 심각한 손상이나 구조적 고장을 입거나 (c) 항공기가 실종되거나 완전히 접근 불가능해지는 경우의 사건을 . 부록 13에서는 항공 준사고를 사고가 아닌 항공기 운항과 관련된 발생으로 안전 운항에 영향을 미치거나 영향을 미칠 수 있는 가능성이 있는 것으로 정의하고 있다.
수리할 수 없을 정도의 손상, 실종, 완전히 접근 불가능한 상태에 도달한 항공기는 기체 손실로 규정하고 있다.

## 역사
200명 이상이 사망한 최초의 항공기 사고는 1974년 3월 3일 346명이 사망한 터키 항공 981편 추락 사고이다. 2024년 5월 기준  200명 이상이 사망한 항공 사고는 총 33건이 발생했다.
1958년에서 1968년까지의 기간 동안 항공업은 엄청난 성장을 이루어지면서 항공 안전과 사고 조사 절차또한 급속히 개선되었다. 1963년 민간 항공 위원회는 부국장이었던 바비 R. 앨런의 지도 하에 오클라호마 시에 국가 항공기 사고 조사 학교를 설립했다.
1965년 1월 캐나다 몬트리올에서 개최된 국제 민간 항공 기구의 제3차 사고 조사부문 회의는 전 세계적으로 사고 조사의 기반을 마련했다. 미국 대표단을 이끄는 민간 항공 위원회 안전국 국장인 바비 R. 앨런이 발표한 제안은 미국은 1965년 12월 1일 백악관 에서 이 제안을 정식으로 채택했다.
1945년부터 2021년까지 치명적인 민간 항공기 사고가 가장 많았던 상위 10개국은 미국, 러시아, 캐나다, 브라질, 콜롬비아, 영국, 프랑스, 인도네시아, 멕시코, 인도이다. 영국은 해당 기간 동안 총 110건의 항공기 추락 사고가 발생하여 유럽에서 가장 많은 항공기 추락 사고가 발생한 것으로 나타났으며, 인도네시아는 104건으로 아시아에서 가장 많고, 그 뒤를 인도가 95건으로 뒤따르고 있다
단일 항공기에서 가장 많은 사망자가 발생한 사고는 1985년 520명이 사망한 일본항공 123편 추락 사고이다. 단일 항공 사고로 인한 사망자 수가 가장 많은 사고는 1977년 테네리페 공항 참사로, 보잉 747 두 대가 충돌한 사고로 사망자 583명을 냈다. 집단적 사건으로 인한 가장 많은 인명 피해는 2001년 9월 11일 테러로, 항공기와 점거 건물을 조직적으로 파괴한 테러로 인해 2,996명의 사망자를 낸 사건이다. 이 테러의 일환으로 처음으로 하이재킹되어 추락한 항공기 아메리칸 항공 11편은 단독으로 총 1,700명의 사망자를 낸 것으로 추산되며, 역사상 가장 치명적인 항공 재난으로 기록되었다.

## 안전성

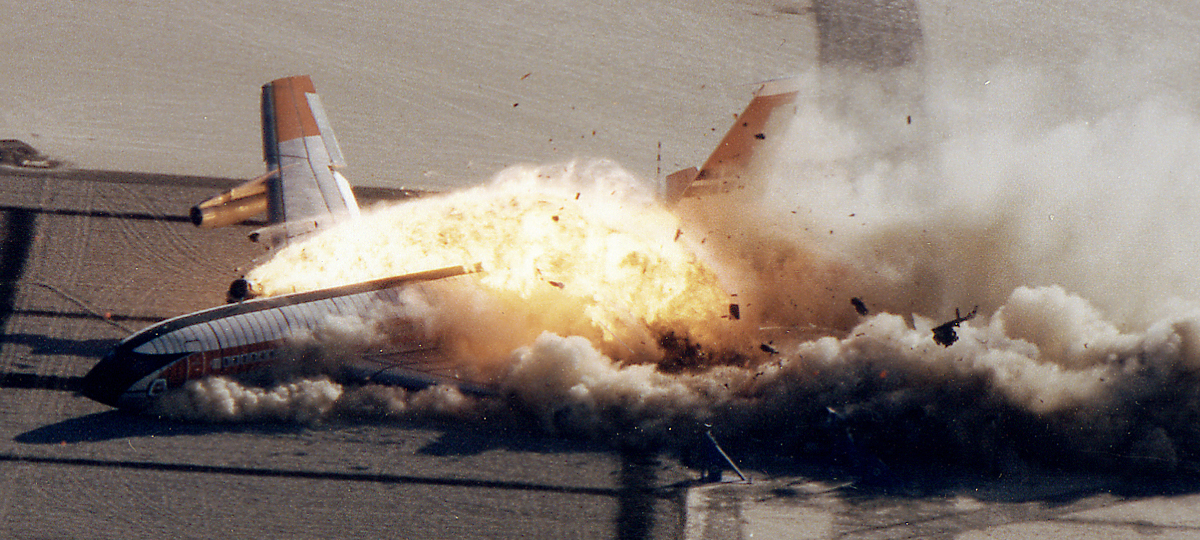
1984년 12월 미국 항공 우주국와 연방항공국가 시행한 충격 실험

100년이 넘는 운항을 통해 항공 안전이 상당히 개선되었다. 현대에도 여전히 민간 시장을 대상으로 대형 여객기를 생산하는 두 대형 제조사인 미국의 보잉 과 유럽의 에어버스는 모두 항공 안전 장비 사용에 큰 비중을 두고 있다. 항공 안전 장비는 현재 그 자체로 수십억 달러 규모의 산업으로 항공 산업의 열악한 안전 기록은 기업의 생존에 위협이 된다는 것을 알고 있기 때문에 안전성은 핵심 판매 포인트이다.
현재 상업용 항공기에 요구되는 주요 안전 장치는 다음이 있다:
- 비상 상황에서 항공기에서 승객이 빠르게 탈출할 수 있도록 돕는 대피 슬라이드[6]
- 컴퓨터화된 자동 복구 및 경보 시스템을 통합한 첨단 항공 전자 장비[7]
- 내구성이 개선되고 고장 억제 메커니즘이 강화된 터빈 엔진[8]
- 동력 및 유압이 상실된 후에도 낮출 수 있는 착륙 장치[9]

승객 당 거리로 측정했을 때, 항공 여행은 가장 안전한 교통 수단으로 BBC에 따르면 영국의 항공 운항은 마일당 사망자 수를 기준으로 다른 모든 운송 수단과 비교했을 때 자동차로 여행하는 것보다 6배 더 안전하고 철도로 여행하는 것보다 2배 더 안전하다.

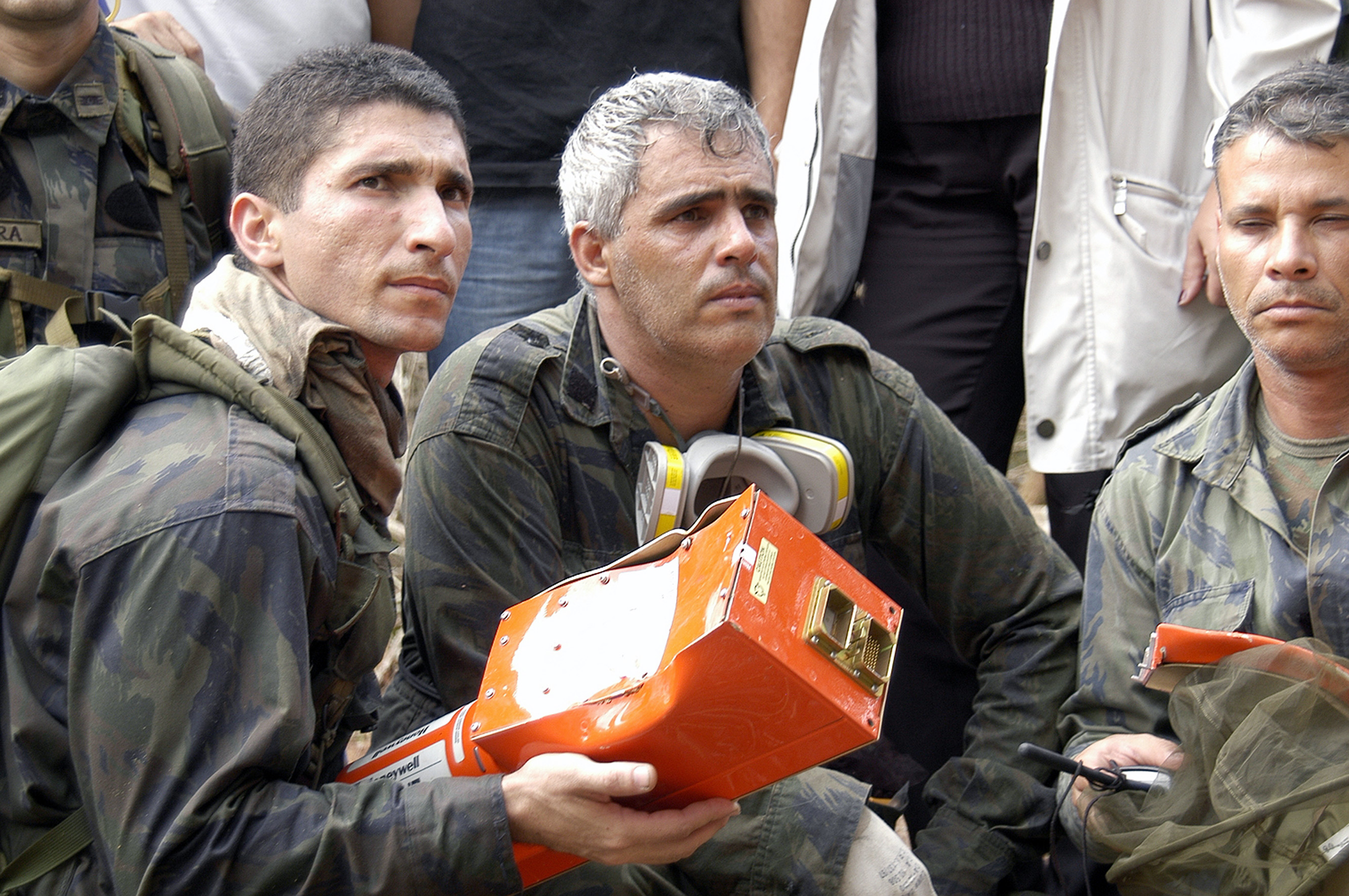
2006년 9월 29일에 추락한 GOL 항공 1907편의 비행 데이터 기록 장치를 회수하는 브라질 공군 요원들

단 수송되는 사람당 사망자 수를 기준으로 보면 버스가 가장 안전한 교통수단으로  1인당 항공 교통 사망자 수는 자전거와 오토바이에 이어 두 번째로 많다. 이 통계는 항공 여행에 대한 보험료를 계산할 때 보험 업계에서 사용되고 있다.
기준을 거리로 잡으면 10억 킬로미터를 주행할 때마다 기차의 사망률은 항공보다 12배 높고, 자동차의 사망률은 항공보다 62배 높다. 대조적으로 10억 번의 여행할 때는 버스가 가장 안전한 교통 수단으로, 항공 여행은 자동차 운송보다 3배 더 위험하고 버스 여행보다 거의 30배 더 위험하다.
《Popular Mechanics》 잡지가 2007년에 실시한 연구에 따르면 비행기 뒤쪽에 앉은 승객은 앞쪽에 앉은 승객보다 추락 사고에서 생존할 확률이 40% 더 높은 것으로 나타났다. 단, 연구는 안전 분야의 발전을 고려하지 않고 20건의 충돌 사고를 조사했으며, 해당 기사가 인용한 보잉, FAA, 항공기 안전 관련 웹사이트에서는 모두 "가장 안전한" 좌석은 없다고 주장하고 있다.
1983년부터 2000년 사이에 미국의 항공기 추락 사고로 사망한 사람들의 생존율은 95% 이상이다.

### 글로벌 항공 비상 및 안전 시스템
말레이시아 항공 370편 실종 이후  재발을 막기 위해 모든 상업 항공기가 국가와 관계없이 항공 교통 관제사에게 15분마다 위치를 보고하도록 요구하는 새로운 표준이 발표되었다. 2016년 국제 민간 항 공기구(ICAO)에 의해 도입된 이 규정은 새로운 항공기 장비 장착에 대한 초기 요구 사항이 없다. 이 기준은 지구 항공 조난 및 안전 시스템(GADSS)이라고 불리는 장기 계획의 일부로 새로운 항공기에 항공 교통 관제소와 지속적으로 연락하는 데이터 방송 시스템을 장착하도록 요구할 것이다. GADSS는 해상 안전에 사용되는 GMDSS(Global Maritime Distress and Safety System)와 유사하다.

### 항공 안전 보고 시스템
항공 안전 보고 시스템 (ASRS)은 조종사, 관제사 및 기타 관계자로부터 자발적으로 제출된 항공 안전 사고/상황 보고를 수집한다. ASRS는 보고된 자료를 사용하여 시스템 결함을 식별하고, 경고 메시지를 전달하고, CALLBACK 및 ASRS Directline의 두 가지 보고를 제작한다. 수집된 정보는 대중에게 공개되며 FAA, NASA 및 연구 및 비행 안전 분야에서 일하는 기타 기관에서 사용된다.

## 추가 문헌
- 《Statistical Summary of Commercial Jet Airplane Accidents Worldwide Operations | 1959 – 2017》 (PDF). Aviation Safety | Boeing Commercial Airplanes. 2018. 2015년 4월 12일에 원본 문서 (PDF)에서 보존된 문서.
- Airbus Industrie. Commercial Aviation Accidents, 1958–2014: A Statistical Analysis. Blagnac Cedex, France: Airbus, 2015 13p.
- Bordoni, Antonio. Airlife's Register Of Aircraft Accidents: Facts, Statistics and Analysis of Civil Accidents since 1951. Shrewsbury: Airlife, 1997 ISBN 1853109029 401p.
- S A Cullen MD FRCPath FRAeS. "Injuries in Fatal Aircraft Accidents 보관됨 1월 2, 2011 - 웨이백 머신" (Archive). NATO.